# 사생결단 (2006년 영화)
《사생결단》은 2006년 4월 27일 개봉한 최호 감독의 범죄 느와르 영화이다. 부산 지역을 중심으로 한 마약 범죄에 대해 다루고 있다.

## 캐스팅
- 류승범 : 이상도 역
- 황정민 : 도진광 역
- 김희라 : 이택조 역
- 추자현 : 지영 역
- 이도경 : 장철 역
- 온주완 : 유성근 역
- 신정근 : 고 계장 역
- 정우 : 김 형사 역
- 김진혁 : 영남 역
- 양기원 : 형남 역
- 민도기 : 정구 역
- 최진호 : 창준 역
- 정기섭 : 형사 1 역
- 장준녕 : 형사 2 역
- 김민규 : 형사 3 역
- 김성기 : 형사 4 역
- 김영웅 : 형사 5 역
- 유재명 : 감천항 경찰 1 역
- 장명갑 : 횟집 주방장 역
- 박병철 : 용두산 공원 관광객 역
- 박재철 : 성근 똘마니 2역
- 이얼 : 최형사 역